# Datnioides polota
Datnioides polota är en fiskart som först beskrevs av Hamilton 1822.  Datnioides polota ingår i släktet Datnioides och familjen Datnioididae. IUCN kategoriserar arten globalt som livskraftig. Inga underarter finns listade i Catalogue of Life.